# Andrew Jackson Donelson
Andrew Jackson Donelson (1799-1871) était un juriste, diplomate et homme politique américain.
Neveu et fidèle bras droit du président Jackson, il contribua à l'émergence du Parti démocrate (années 1830-1840) et joua un rôle important dans l'annexion du Texas et l'entrée de cet État dans l'Union (1845).
Éloigné du Parti démocrate après 1852, il rejoignit l'American Party dont il fut le candidat malheureux à la vice-présidence lors de l'élection de 1856.

## Biographie

### Origines et formation (1799-1824)
Né le 25 août 1799 à Nashville (Tennessee), Andrew Jackson Donelson est le fils de Samuel et Mary Donelson ainsi que le petit-fils de John Donelson, un pionnier cofondateur de cette ville.

Après la mort de son père (1804) et le remariage de sa mère, Andrew J. Donelson fut accueilli au foyer de sa tante paternelle, Rachel Donelson Jackson (1767-1828), et de l'époux de celle-ci, le colonel Andrew Jackson.

Sorti second de l'académie militaire de West Point (1820), Donelson fut pendant deux ans l'aide de camp de son oncle, alors général de division, à la suite de la campagne menée par ce dernier contre les Séminoles de Floride.
Donelson fit ensuite des études de droit à Lexington (Kentucky), avant de s'inscrire au barreau de Nashville (1823-24).
Quelques mois plus tard, le 16 septembre 1824, il épousa Emily Tennessee Donelson (1807-1836), une cousine élevée, comme lui, par les Jackson.

### Le bras droit du président Jackson (1824-1837)
Donelson assista son oncle lors des campagnes présidentielles de 1824 et 1828.
Lors du premier scrutin, qui opposait quatre prétendants républicains-démocrates à la succession de James Monroe, Jackson n'eut qu'une majorité relative. L'arbitrage de la Chambre des représentants ainsi que le désistement d'Henry Clay en faveur de John Quincy Adams favorisèrent alors l'élection de ce dernier aux dépens de Jackson.

Cette lutte fratricide au sein du parti démocrate-républicain entraîna une séparation entre les Nationaux-républicains (qui constitueront plus tard le noyau du parti Whig) d'Adams et les Démocrates de Jackson. Cette rivalité, qui structura la vie politique américaine de 1824 à 1852, aboutit en 1828 à la revanche de Jackson, élu au terme d'une âpre campagne.

Fidèle bras droit de son oncle, Donelson devint le secrétaire privé du septième président des États-Unis.

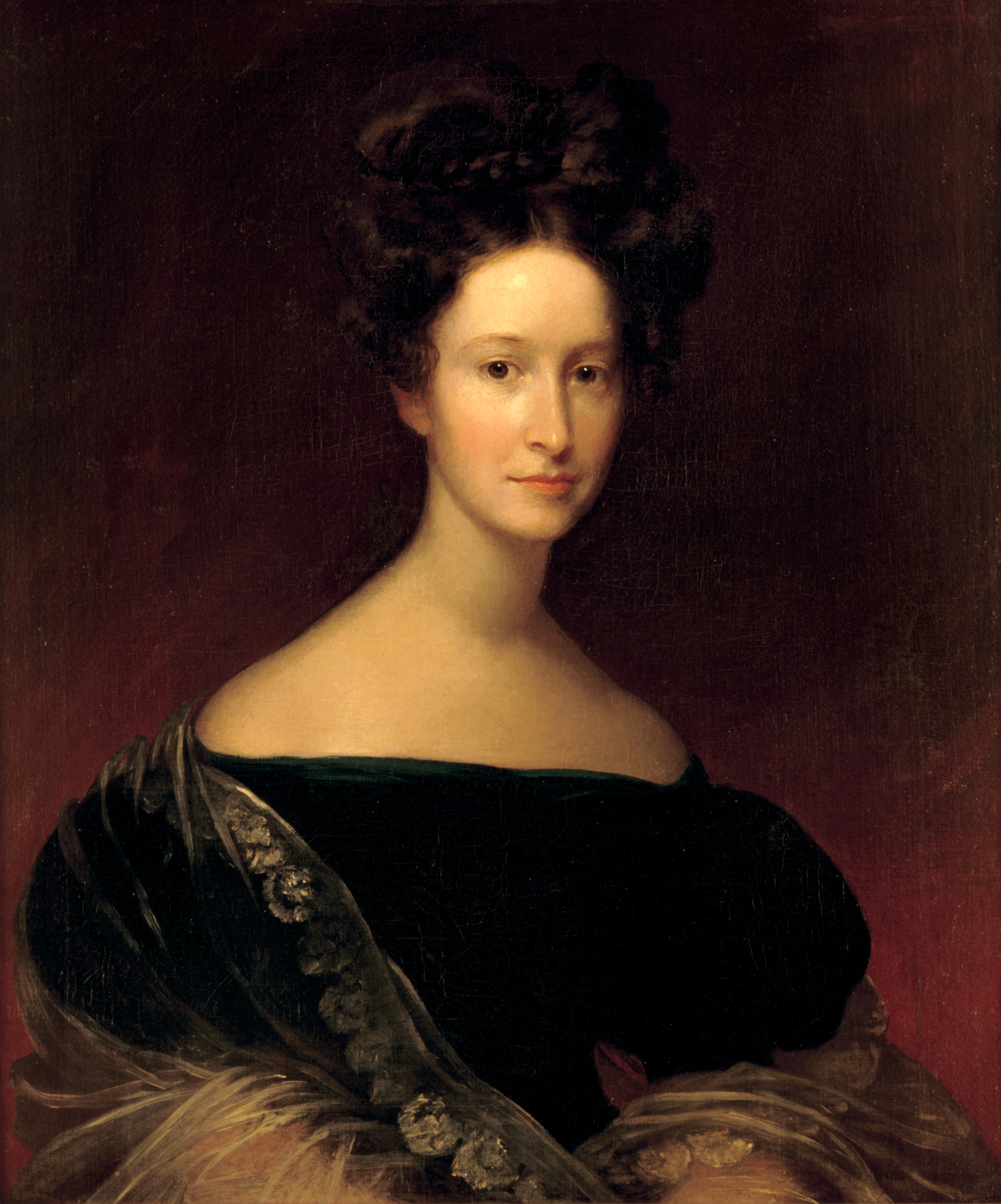
Portrait d'Emily Donelson.

L'épouse du nouveau président, épuisée par les intrigues de la campagne, mourut d'une attaque cardiaque le 22 décembre 1828, quelques semaines avant la passation de pouvoir.

Emily Donelson, nièce du président et épouse d'Andrew J. Donelson, fut ainsi amenée à assurer le rôle de First Lady lors du séjour de son oncle à la Maison-Blanche (1829-1837).

L'entente entre les Donelson et Jackson fut cependant ternie pendant plus d'un an à la suite de l'"Affaire du Jupon" ("Petticoat Affair") (1830-1831), Emily s'étant jointe aux épouses des membres du gouvernement pour ostraciser l'une d'entre elles, Peggy Eaton (épouse de John Eaton).
Cette intrigue ayant été fondée sur des rumeurs scandaleuses semblables à celles qui avaient eu raison de la santé de sa femme, Andrew Jackson prit la défense des Eaton et disgracia plusieurs de ses collaborateurs. Protégé par son lien familial, Donelson conserva cependant son poste de secrétaire privé, tandis qu'Emily finit par se réconcilier avec son oncle.

C'est à cette époque que Donelson fit bâtir un beau manoir de style Greek Revival (1834-36) sur son domaine de Poplar Grove (rebaptisé Tulip Grove après 1842) qu'il avait hérité de son père et qui était tout proche de l'Hermitage de Jackson, dans le Tennessee, où il avait grandi.

Assistée depuis 1834 par une belle-fille du président, Emily mourut en 1836 de la tuberculose, laissant quatre enfants en bas âge.

### Activité militante et missions diplomatiques (1837-1849)
À la fin du mandat de Jackson, Donelson revint dans le Tennessee tout en continuant à soutenir le parti de son oncle, notamment en rédigeant, lors des scrutins locaux et nationaux, des éditoriaux en faveur des candidats démocrates.

En 1841, Donelson se remaria avec une autre cousine, Elizabeth Randolph, avec qui il eut huit enfants.

Nommé "chargé d'affaires" au Texas par le président Tyler (novembre 1844), Donelson vint à bout des réticences locales et, grâce à son amitié avec Sam Houston, il prépara avec succès l'annexion de la république texane puis son entrée dans l'Union (1845).

En 1844, Donelson joua un rôle déterminant dans la nomination de James Knox Polk à la candidature démocrate. Élu président, Polk récompensa Donelson dès 1846 en le nommant ambassadeur des États-Unis en Prusse. Il fut évincé de ce poste (qu'il cumula à partir de 1848 avec celui d'ambassadeur auprès du Parlement de Francfort) en 1849 en vertu du système des dépouilles inventé par son oncle, le candidat démocrate ayant été battu par le Whig Zachary Taylor lors de l'élection de 1848.

### Du Parti Démocrate au mouvementKnow-Nothing(1851-1856)

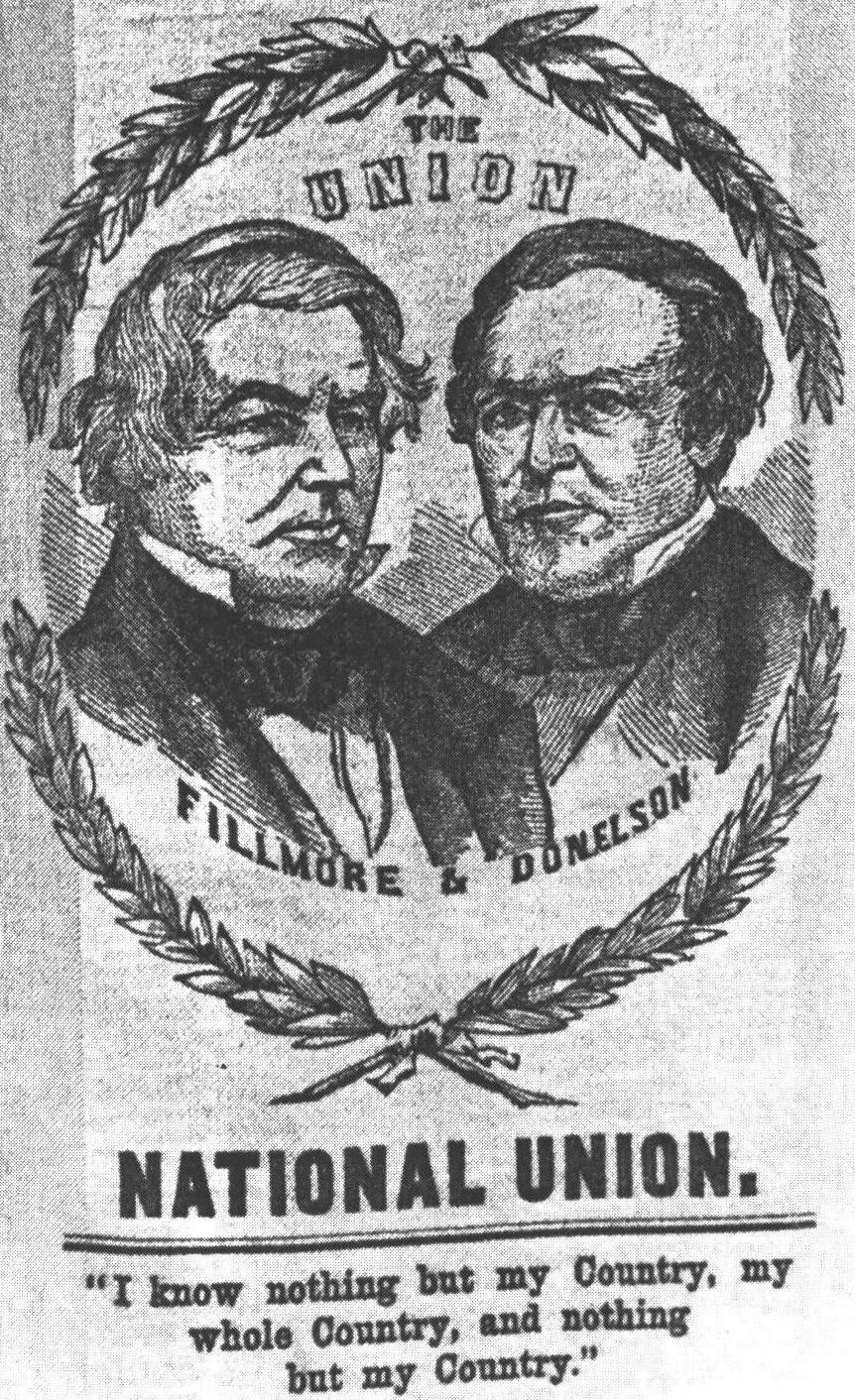
Affiche électorale de 1856.

En 1851, Donelson devint l'éditeur de l'Union, un journal démocrate de Washington. Cependant, tandis que le sectionnalisme bouleversait un paysage politique américain bientôt marqué par l'effondrement du parti Whig, Donelson entra en conflit avec plusieurs factions du Parti Démocrate, l'incitant ainsi à quitter ce parti en 1852.

Le départ de Donelson du parti créé autour de son oncle s'explique peut-être moins par des motifs politiques que par un certain opportunisme, le neveu de Jackson ayant souhaité tirer profit de la recomposition de la scène politique américaine.

Cette dernière, qui allait aboutir en 1856 à un nouvel affrontement bipolaire (et toujours actuel) entre Démocrates et Républicains, avait permis l'émergence de l'American Party, un parti politique nativiste fondé sur le rejet des immigrants catholiques (essentiellement irlandais et allemands) par les Know-Nothings protestants.

Donelson fut ainsi amené à se présenter à l'élection présidentielle de 1856 en tant que colistier du candidat soutenu par l'American Party et par les débris du parti Whig, l'ancien président whig Millard Fillmore.

N'ayant remporté que huit grands électeurs, Fillmore et Donelson furent, loin derrière les Républicains, largement battus par le tandem démocrate Buchanan-Breckinridge.

### Fin de carrière politique et retraite (1858-1871)
Après avoir vendu Tulip Grove, Donelson s'installa en 1858 à Memphis (Tennessee), où il prit part à la vie politique locale en délaissant les enjeux nationaux malgré son engagement dans le Constitutional Union Party, un nouveau parti politique constitué par d'anciens Whigs et d'anciens Know-Nothing autour de la volonté de préserver l'unité malgré le débat sur l'esclavage.

Lors de la Guerre de Sécession, qui vit son frère cadet, Daniel Smith Donelson (1801-1863), servir le Sud en tant que général, et qui coûta la vie de deux de ses fils, Donelson fut accablé par les deux camps belligérants.

Pendant la période de Reconstruction, il partagea sa vie entre sa maison de Memphis et sa plantation du Mississippi (située à Duncan, dans le comté de Bolivar), où il se plaignait, comme en témoignent les lettres écrites à son épouse, de devoir rémunérer les anciens esclaves.
Il mourut le 26 juin 1871 au Peabody Hotel de Memphis et fut enterré au cimetière d'Elmwood.